# Trechona lycosiformis
Trechona lycosiformis är en spindelart som först beskrevs av Carl Ludwig Koch 1842.  Trechona lycosiformis ingår i släktet Trechona och familjen Dipluridae. Inga underarter finns listade i Catalogue of Life.